# Trans-Val-de-Marne
De Trans-Val-de-Marne is een HOV-buslijn in het Franse departement Val-de-Marne. Hij loopt van station La Croix de Berny, aan de RER B, naar station Saint-Maur - Créteil, aan de RER A. De lijn is op 1 oktober 1993 ingesteld en wordt vanaf het begin geëxploiteerd door de Régie Autonome des Transports Parisiens (RATP). Om commerciële redenen wordt Trans-Val-de-Marne vaak afgekort als TVM.
De TVM is ingesteld om het reizen tussen de verschillende Parijse voorsteden in het departement Val-de-Marne te vereenvoudigen. Om een kortere reistijd te bieden loopt de lijn bijna helemaal over een vrije busbaan. De 19,7 kilometer lange buslijn valt onder de "Mode T", de administratieve naam voor de tramlijnen van de RATP. Door deze status staat de TVM gelijk aan de tramlijnen van de RATP.

## Geschiedenis

### Het "Orbitale"-project
In 1989 nam het Syndicat des Transports Parisiens (STP), voorloper van de huidige vervoersautoriteit in Île-de-France het Syndicat des transports d'Île-de-France (STIF), enkele ov-diensten rond Parijs voor. Deze lijnen zouden samen twee ov-ringlijnen gaan vormen om Parijs heen. Jean-Michel Paumier, toenmalig directeur van ontwikkeling voor de RATP, verklaarde dat hij in de buitenwijken een netwerk wilde opzetten van dezelfde kwaliteit als in Parijs zelf. Onder de naam "Orbitale" zou dit project de aanleg van twee ringlijnen om Parijs omvatten, en de verlenging van diverse Parijse metrolijnen naar de eerste ringlijn.
Rond dit project werden de eerste plannen gemaakt voor wat nu de TVM is. Men voorzag een vrije busbaan tussen Marché d'Intérêt National-Porte de Thiais en het RER-station Saint-Maur - Créteil.
Uiteindelijk werd deze lijn meegenomen in het "Grand tram"-project, een project dat uit het Orbitale-project voortkwam en in twee tramlijnen rond Parijs voorzag: de huidige tramlijnen 1 en 2.

### Opening van de TVM

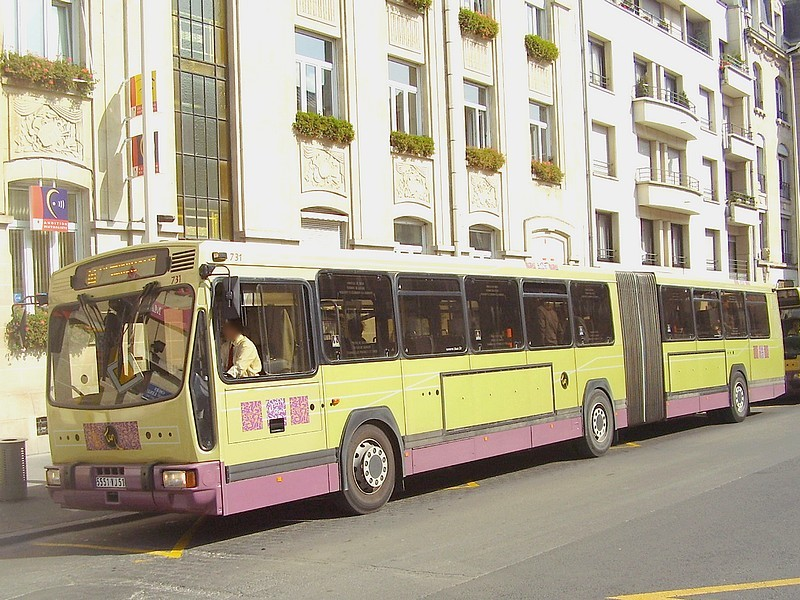
Een bus van het type Renault PR 180, zoals gebruikt op de lijn van zijn opening in 1993 tot 2003.

De werkzaamheden begonnen in 1988, en vijf jaar later, op 1 oktober 1993, kon de TVM in dienst worden gesteld. De lijn liep op dat moment van station Saint-Maur - Créteil naar de halte Marché d'Intérêt National-Porte de Thiais in Rungis, had 23 haltes, en liep door Saint-Maur-des-Fossés, Créteil , Choisy-le-Roi , Thiais en Chevilly-Larue. Voor de exploitatie van de lijn had de RATP gelede bussen van het type Renault PR 180 besteld. De lijn werd direct onder de "Mode T" geplaatst, hetgeen de lijn administratief gelijkstelde aan de tramlijnen van de RATP.
De TVM werd door de RATP beschouwd als een creatie waarmee aan te tonen viel dat het bestuur niet alleen gefocust was op radiale lijnen, het RATP netwerk binnen Parijs en het spoornetwerk. In 1993 nam de RATP zich voor om het aantal tangentiële lijnen rond Parijs te verdubbelen, wat het reizen tussen de voorsteden gemakkelijker zou maken.

### Bandentrams

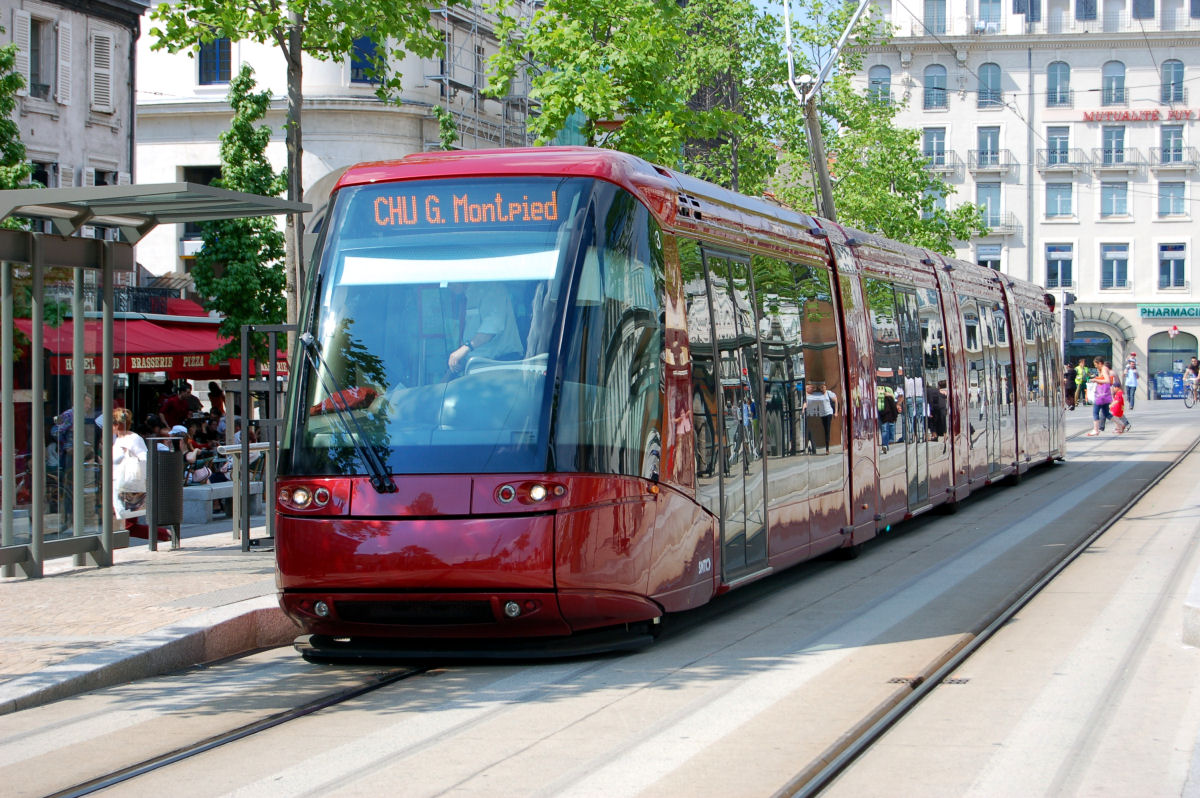
Bandentram van het type Translohr, te Clermont-Ferrand.

Nadat het concept veertig jaar lang was afgewezen vanwege de hoge kosten en de lange bouwtijd, werd de bandentram eind jaren 1990 opnieuw serieus een optie. Door verbeterde technologie leek de bandentram een aantrekkelijke optie omdat de bouwkosten in vergelijking met een gewone tram lager zijn, terwijl toch hetzelfde aantal mensen vervoerd kan worden. Door de lagere aanlegkosten zouden met dezelfde hoeveelheid geld meer vervoersprojecten uitgevoerd kunnen worden.
Van eind 1997 tot 2001 testte de RATP op een testtraject tussen de haltes René Panhard en Bas Marin twee soorten geleide bussen of bandentrams: De TVR van Bombardier Transportation en de Translohr van Lohr Industrie. In eerste instantie zou ook de Stream van Ansaldo getest worden, maar hier is van afgezien vanwege detectieproblemen bij sneeuwval.
De tests begonnen eind 1997 met de TVR, afkorting van Transport sur Voie Réservée, van Bombardier Transportation. Met deze tests konden de voor- en nadelen van dit type voertuig bepaald worden. De tram wordt geleid door een centrale rail, maar kan indien nodig ontkoppeld worden en dus zonder bovenleiding verder rijden. De accu's, die op het dak gemonteerd zijn, kunnen genoeg stroom opslaan om enkele kilometers zonder stroomtoevoer te rijden. Vanaf november 2000 werd de Translohr van Lohr Industrie getest, op een traject van twee kilometer, voordat de slotconclusies getrokken werden.
De RATP had enige twijfels bij de bandentram. Zo zou de prijs toch te hoog zijn, en een gewone tram zou tot 100 reizigers meer kunnen vervoeren. Volgens Guy Bourgeois, verantwoordelijke bij de RATP, zou dat tot een serieus capaciteitsprobleem kunnen leiden.
De resultaten van de experimenten werden meegenomen in de in aanleg zijnde tramlijnen 5 en 6, beide bandentrams.

### Eerste wijzigingen

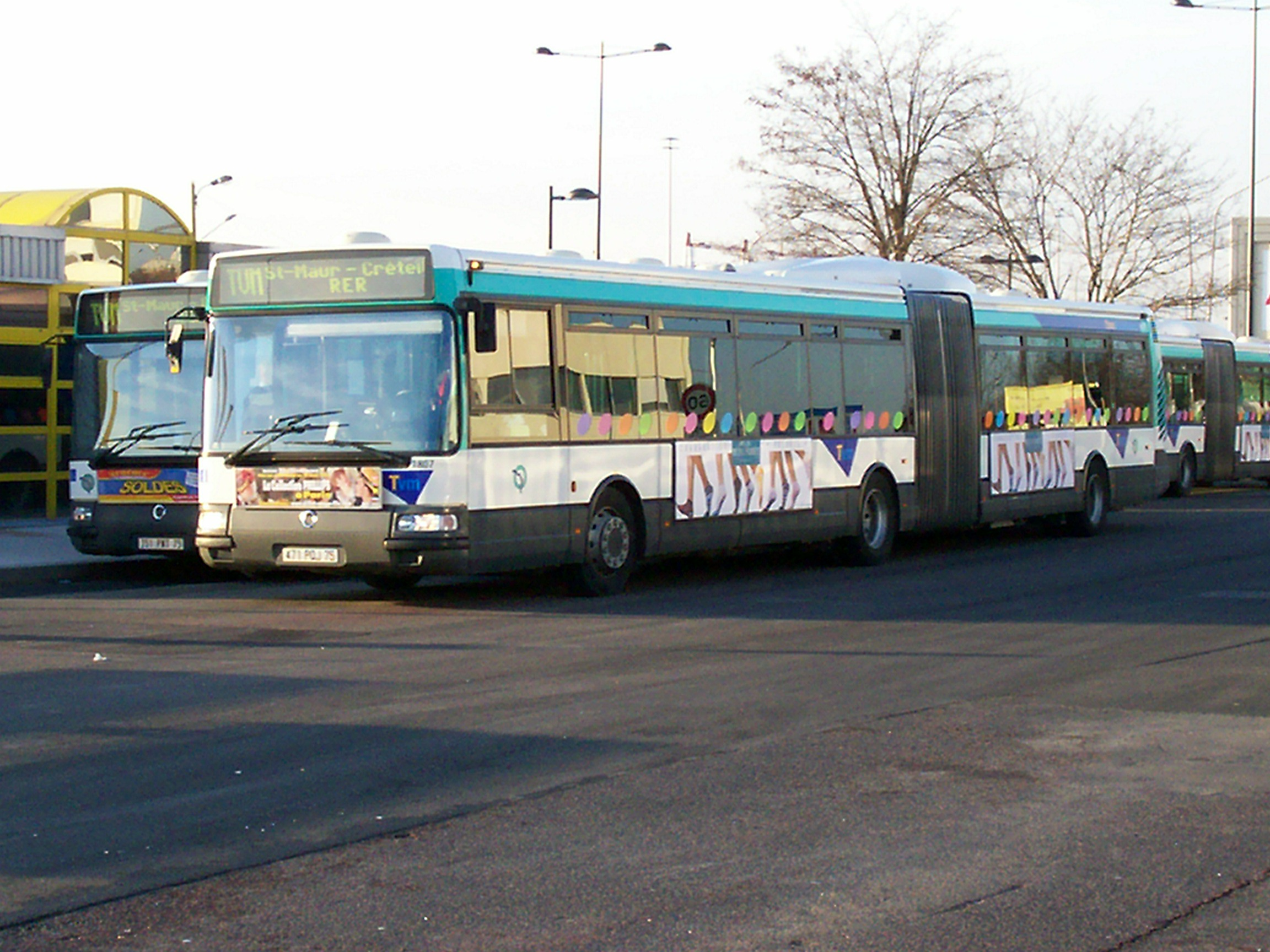
Bussen van het type Agora L, in gebruik op de lijn sinds 2003

Op 6 oktober 2003 zijn de laatste bussen van het type Renault PR 180 vervangen door nieuwe bussen van het type Irisbus Agora L. Deze lagevloerbussen zijn makkelijk toegankelijk voor mindervaliden, en voorzien van de nieuwe huisstijl van de RATP.
Vanaf oktober 1997 werden er plannen gemaakt om te TVM te verlengen naar station La Croix de Berny, waar een overstap op de RER B geboden zou kunnen worden. Daarvoor moesten er wel drie snelwegen overgestoken worden: de A6, de A86 en de A106. De werkzaamheden voor de verlenging begonnen in 2005, en op 21 juli 2007 werd de verlenging geopend. Op het nieuwe stuk werden negen nieuwe haltes geopend, en het voormalige eindpunt Marché international de Rungis werd verbouwd. De gemiddelde snelheid van de lijn steeg door het nieuw aangelegde stuk naar 23 kilometer per uur.

## Route en Haltes
De TVM verbindt Station Saint-Maur - Créteil en Station La Croix de Berny via Saint-Maur-des-Fossés, Créteil, Choisy-le-Roi, Thiais, Chevilly-Larue, Fresnes en Antony.

### Vrije busbaan

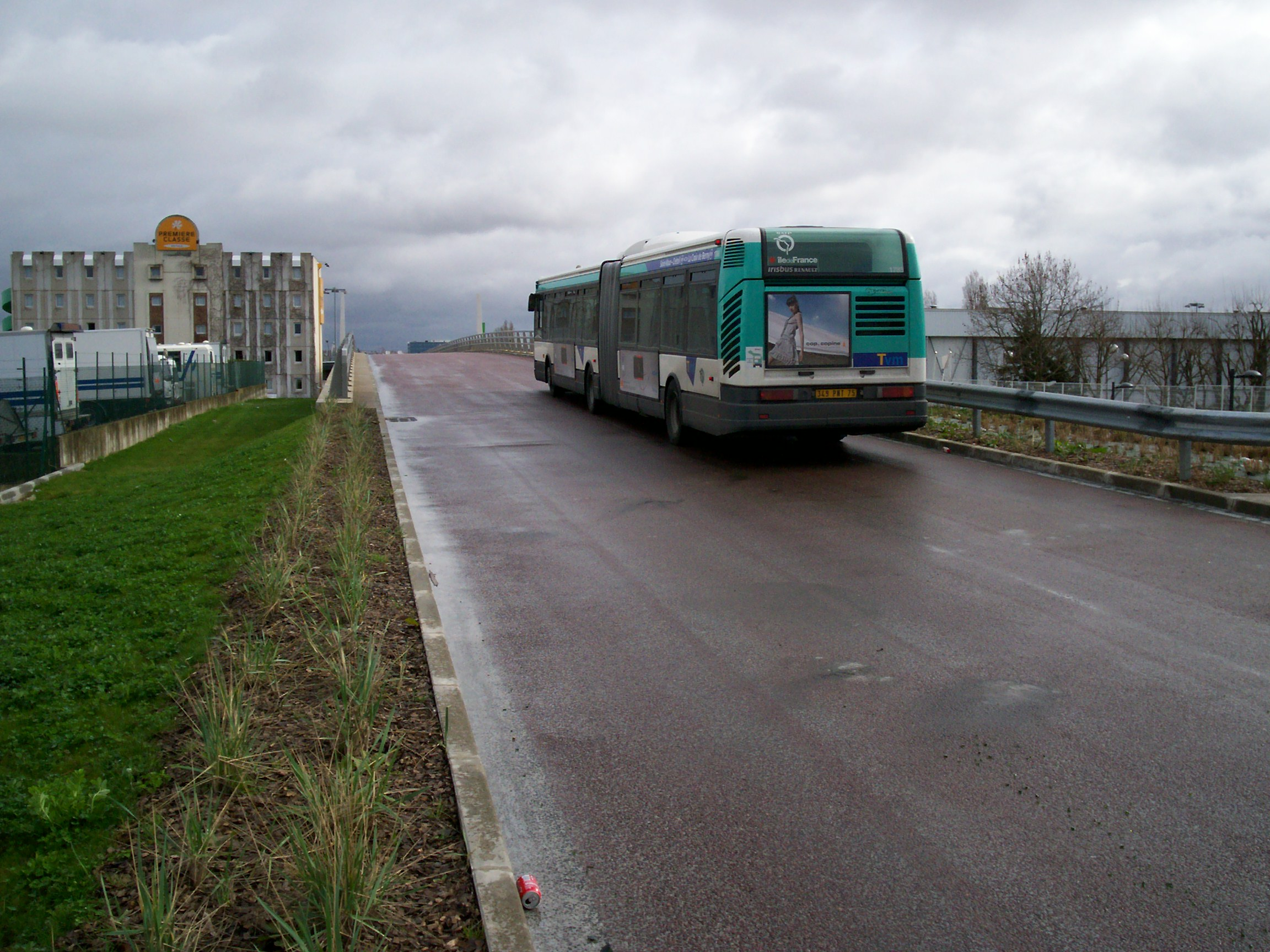
Vrije busbaan ter hoogte van "Le Delta"

De TVM loopt bijna volledig op een vrije busbaan, behalve tussen de halte "Créteil Université" en de pont de Créteil. Vanwege de verlenging van de TVM naar le Croix de Berny werd het wegdek over de hele route vervangen. De TVM loopt voor het grootste deel op een vrije busbaan, om de commerciële snelheid van de bussen te waarborgen en de reistijd te verkorten, hetgeen de lijn aantrekkelijker maakt voor potentiële reizigers.
Door de aanwezigheid van deze vrije busbaan is het mogelijk om een tramdienst uit te voeren (frequentie, service) met veel minder kosten. De aanleg van een busbaan heeft ten opzichte van een tramlijn nog een belangrijk voordeel: de busbaan kan ook door andere bussen gebruikt worden, en de TVM kan indien nodig afwijken van zijn normale route, terwijl dit voor een tram niet zomaar mogelijk is.

### Haltelijst
De lijn heeft 32 haltes:
|  |   |  | Halte                              | Zone | Plaats                | Overstapmogelijkheden |
|  | - |  | ---------------------------------- | ---- | --------------------- | --------------------- |
|  | o |  | Saint-Maur-Créteil RER             | 3    | Saint-Maur-des-Fossés | RER A                 |
|  | o |  | Pont de Créteil                    | 3    | Saint-Maur-des-Fossés |                       |
|  | o |  | Hôpital Intercommunal              | 3    | Créteil               |                       |
|  | o |  | Église de Créteil                  | 3    | Créteil               |                       |
|  | o |  | Créteil Université                 | 3    | Créteil               | M 08                  |
|  | o |  | La Haye aux Moines                 | 3    | Créteil               |                       |
|  | o |  | Préfecture du Val-de-Marne         | 3    | Créteil               |                       |
|  | o |  | Base de Loisirs de Créteil         | 3    | Créteil               |                       |
|  | o |  | Pompadour                          | 3    | Créteil               | 393                   |
|  | o |  | Parc Interdépartemental des Sports | 3    | Choisy-le-Roi         | 393                   |
|  | o |  | Marcelin Berthelot                 | 3    | Choisy-le-Roi         | 393                   |
|  | o |  | Pasteur                            | 3    | Choisy-le-Roi         | 393                   |
|  | o |  | Choisy-le-Roi RER                  | 3    | Choisy-le-Roi         | 393                   |
|  | o |  | Rouget de Lisle                    | 3    | Choisy-le-Roi         | 393                   |
|  | o |  | René Panhard                       | 3    | Thiais                | 393                   |
|  | o |  | Georges Halgoult                   | 3    | Thiais                | 393                   |
|  | o |  | Victor Basch                       | 3    | Thiais                | 393                   |
|  | o |  | Carrefour de la Résistance         | 3    | Thiais                | 393                   |
|  | o |  | Alouettes                          | 3    | Thiais                |                       |
|  | o |  | La Belle Épine                     | 3    | Thiais                |                       |
|  | o |  | Le Cor de Chasse                   | 3    | Thiais                |                       |
|  | o |  | Porte de Thiais                    | 3    | Chevilly-Larue        |                       |
|  | o |  | Marché international de Rungis     | 3    | Chevilly-Larue        | T 7                   |
|  | o |  | Mairie de Chevilly-Larue           | 3    | Chevilly-Larue        |                       |
|  | o |  | Le Delta                           | 3    | Chevilly-Larue        |                       |
|  | o |  | Parc Médicis                       | 3    | Fresnes               |                       |
|  | o |  | Montjean                           | 3    | Fresnes               |                       |
|  | o |  | Le Clos la Garenne                 | 3    | Fresnes               |                       |
|  | o |  | Le Petit Fresnes                   | 3    | Fresnes               |                       |
|  | o |  | Docteur Ténine                     | 3    | Fresnes               |                       |
|  | o |  | Berny - Raymond Aron               | 3    | Antony                |                       |
|  | o |  | La Croix de Berny RER              | 3    | Antony                | RER B                 |

(De vetgedrukte haltes dienen soms als begin en/of eindhalte)

## Exploitatie

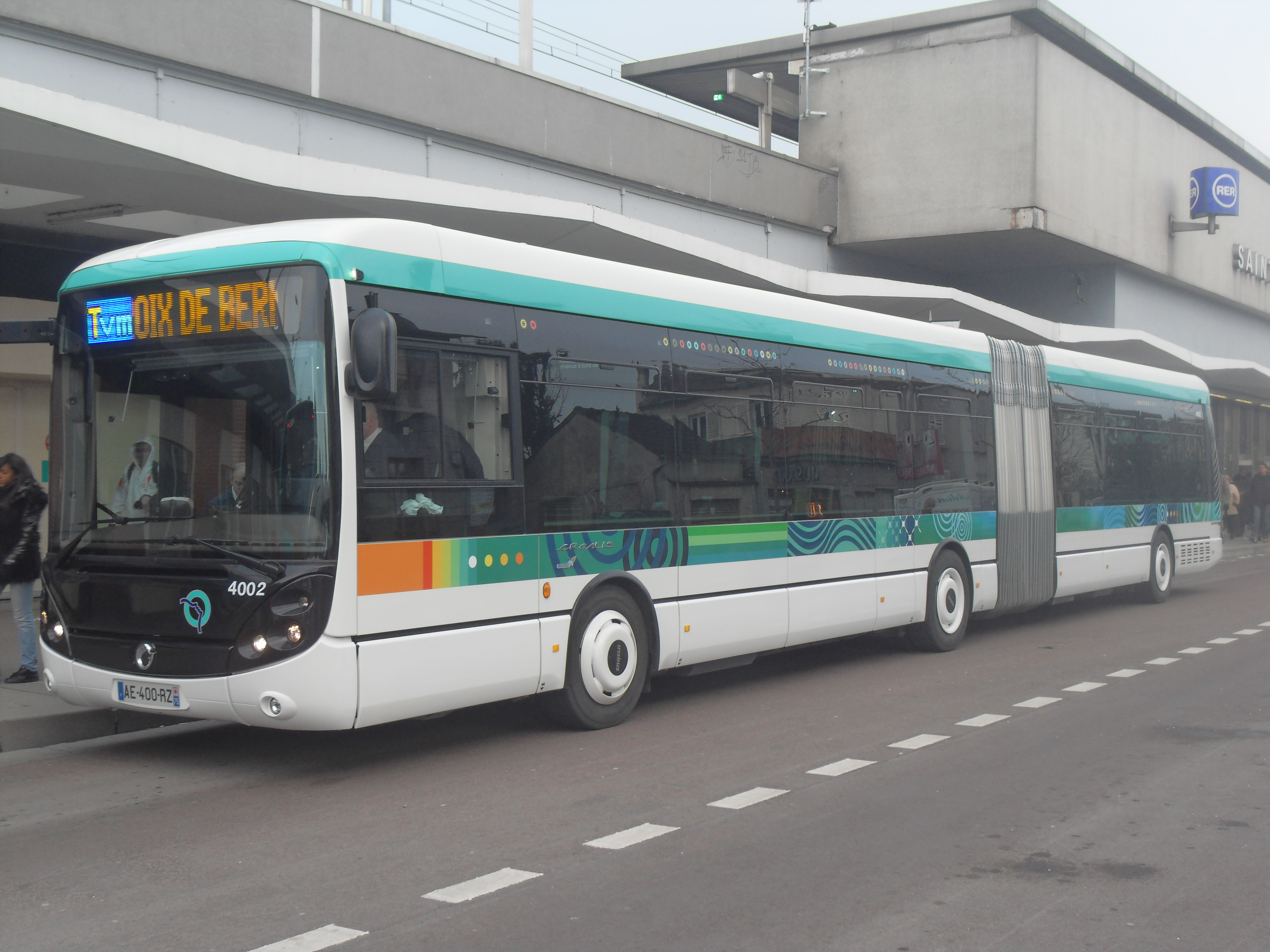
Een bus van het type Crealis, waarmee geëxperimenteerd wordt op de lijn sinds 2009.

De TVM wordt geëxploiteerd door de RATP. De lijn rijdt van 5.20 uur (7 uur op zondag) tot 0.30 uur over de gehele lengte van de lijn. De bussen van de TVM verbinden station Saint-Maur - Créteil en station La Croix de Berny in 45 tot 55 minuten, met een gemiddelde snelheid van minimaal 23 kilometer per uur. De bussen hebben voorrang bij de kruisingen met de gewone weg. Door het gebruik van gelede bussen en een hoge frequentie kan de lijn in de spits 1.400 reizigers per uur per richting vervoeren.
's Nachts wordt de lijn vervangen door twee Noctilien-lijnen:
- Noctilien lijn N31, tussen Rouget de Lisle en Belle Épine in beide richtingen, en tussen Belle Épine en Porte de Thiais in de richting van Juvisy;
- Noctilien lijn N71, tussen Saint-Maur-Créteil RER en Rungis Marché International.

### Materieel
De lijn wordt geëxploiteerd door 37 bussen van het type Agora L. De bussen, die voldoen aan de Euro3-uitstootnorm onderscheiden zich van de "gewone" buslijnen door een specifieke huisstijl. De bussen zijn voorzien van een uitstootfilter. De huidige bussen zijn in twee tranches geleverd:
- De eerste 24 bussen zijn geleverd in september 2003, om de oude bussen van het type Renault PR 180 te vervangen;
- De overige 13 bussen zijn in 2007 overgeheveld van lijn 183 vanwege de verlenging van de TVM naar La Croix de Berny.

Sinds 2009 wordt op de lijn ook een bus van het type Crealis 18 gebruikt. De bus werd oorspronkelijk gebruikt om te testen of de bus geschikt was als bus voor de nieuwe buslijn 393 die sinds september 2011 loopt van Pompadour naar Sucy-Bonneuil en net als de TVM onder de "Mode T" valt. Voor de exploitatie van buslijn 393 is uiteindelijk gekozen voor de Citelis 18, vanwege de relatief hoge onderhoudskosten van de Crealis. Het exemplaar van de TVM blijft vooralsnog in dienst op de lijn.

### Reizigersaantallen
| Jaar                            | 1994 | 1995 | 1996 | 1997 | 1998 | 1999 | 2000 | 2001 | 2002 | 2003 | 2004 | 2005 | 2006 | 2007 | 2008 | 2009 | 2010 |
| Aantal reizigers (in miljoenen) | 6,0  | 7,8  | 8,3  | 9,0  | 9,8  | 10,3 | 11,0 | 11,9 | 12,5 | 12,4 | 13,0 | 13,5 | 14,0 | 15,0 | 18,4 | 15,9 | 16,1 |

## Tarifering en financiering

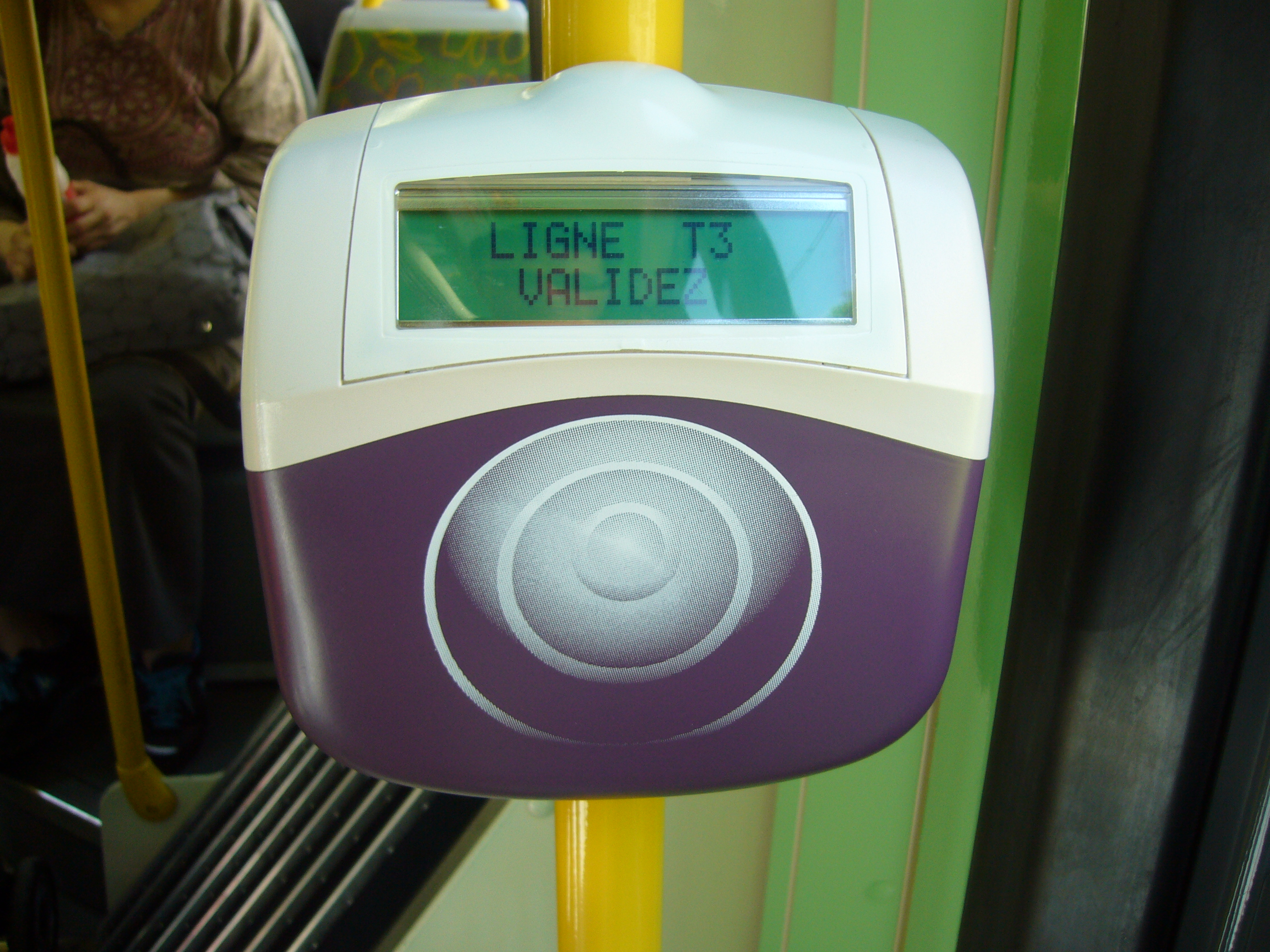
Kaartlezer voor Passe Navigo-kaarten, zoals aanwezig in trams en bussen.

De tarifering op de Trans-Val-de-Marne is hetzelfde als bij alle andere buslijnen in de regio, en op de verschillende lijnen zijn ook dezelfde abonnementen geldig. Het Ticket t+ is het eenvoudigste vervoersbewijs van Île-de-France. Het is geldig voor bij de RER binnen Parijs, in de metro, in trams en in bussen van de RATP of van Optile. Het wordt in losse vorm en in sets van 10 stuks verkocht en biedt de mogelijkheid om binnen 90 minuten onbeperkt van bus of tram over te stappen. Het is echter niet mogelijk over te stappen van metro of RER naar een bus of tram en vice versa, of van een metrolijn naar de Funiculaire de Montmartre en vice versa. Er zijn ook verschillende abonnementen te koop.
De kosten voor de exploitatie van de lijnen (onderhoud, materieel en personeelskosten) zijn de verantwoordelijkheid van de exploitant. Echter, de inkomsten van de vervoersbewijzen zijn lang niet genoeg om de kosten voor de exploitatie te dekken. Het verschil tussen deze twee wordt gecompenseerd door middel van subsidies, verleend door de vervoersautoriteit STIF, die deze betaalt van vervoersbelastingen voor bedrijven.

## Toekomst

### Est-TVM

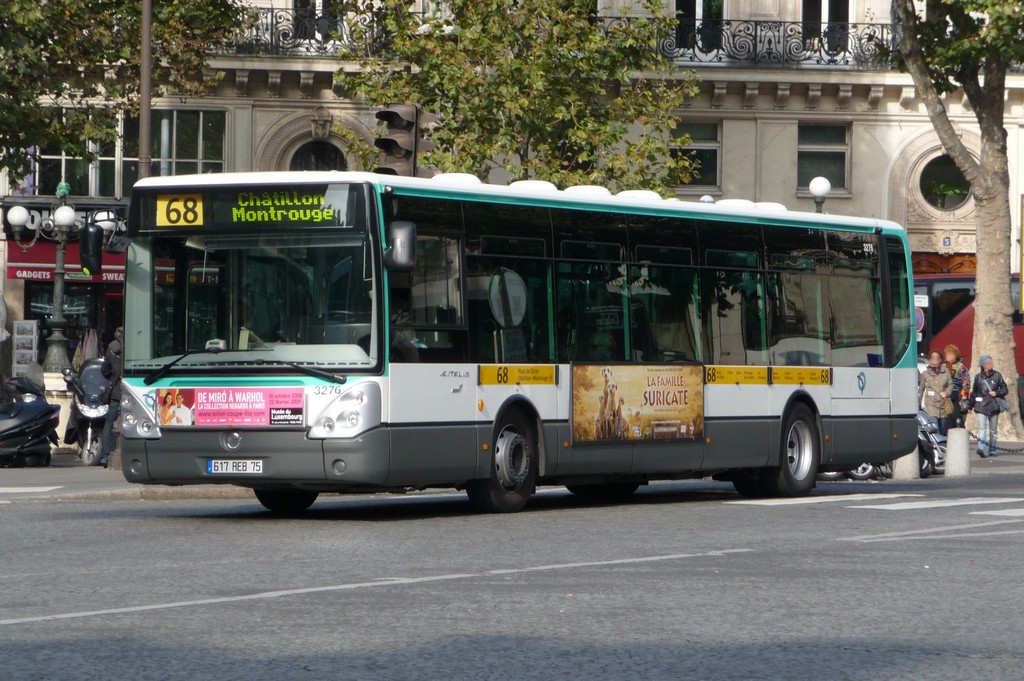
De Est-TVM zal worden geëxploiteerd door 12-meterbussen.

Er bestaan plannen om een nieuwe TVM-lijn te bouwen, die Créteil (Place de l'Abbaye) verbindt met station Les Boullereaux-Champigny aan de RER E, en in een latere fase ook Station Noisy-le-Grand - Mont d’Est aan de RER A in de Ville nouvelle Marne-la-Vallée.
Het probleem is echter dat de gemeente Saint-Maur-des-Fossés de lijn niet door haar grondgebied wil, ondanks het feit dat de vrije busbaan door de plaats voor het merendeel is geschrapt. In 2007 werd als openingsdatum 2011 genoemd, maar in 2009 noemde de RATP eind 2014 als eerst mogelijke openingsdatum. Eind 2012 is een herziene planning opgemaakt waarin als openingsjaar 2017 genoemd wordt.

### T Zen
In de verre toekomst kan de lijn een T Zen-lijn worden.